# Župnija Dobova
Župnija Dobova je rimskokatoliška teritorialna župnija Dekanije Videm ob Savi ki spada pod Škofijo Celje.
Do 7. aprila 2006, ko je bila ustanovljena Škofija Celje, je bila župnija del Savskega naddekanata Škofije Maribor.

## Zgodovina
Župnijska cerkev je cerkev Marijinega imena. Po legendi naj bi kip Marije priplaval na dobu in tam, kjer ga je voda naplavila, so takratni prebivalci zgradili cerkev. Je edina troladijska cerkev in hkrati največja cerkev v Občini Brežice.
Prva cerkev v Dobovi, še lesena, je bila zgrajena leta 1573, istega leta pa je ob cerkvi taborila uporniška kmečka vojska pod vodstvom Ilija Gregoriča. Današnja župnijska cerkev, katere fasada je bila obnovljena leta 2002, je bila zgrajena šele leta 1865. Pred njo je spomenik padlim v 1. svetovni vojni. Na začetku vsake od osmih vasi, ki spadajo v to župnijo, je kapelica, le na Mostecu je podružnična cerkev sv. Fabijana in Boštjana, zgrajena leta 1794 v zahvalo za rešitev pred kugo.
Na podlagi škofovskega odloka sedanji bizeljski župnijski upravitelj od 1. avgusta 2023 poleg Bizeljskega upravlja tudi župniji Dobova in Kapele pri Brežicah.

## Sakralni objekti
| #  | Slika                     | Cerkev                          | Kraj   |
| -- | ------------------------- | ------------------------------- | ------ |
| 1. | Klikni za spremembo slike | Cerkev Marijinega imena         | Dobova |
| 2. | Klikni za spremembo slike | Cerkev sv. Fabijana in Boštjana | Mostec |